# Rue Pareille
La rue Pareille est une voie du quartier Saint-Vincent dans le 1er arrondissement de Lyon, en France.

## Situation et accès
Elle débute rue de la Martinière et se termine rue Bouteille. La rue du Sergent-Blandan commence sur cette voie. La rue est en zone de rencontre avec une circulation dans le sens inverse de la numérotationet quelques places de stationnement entre la rue de la Martinière et la rue Sergent Blandan.

## Origine du nom
Le nom de cette rue vient d'une maison où pendait La pareille comme enseigne. La pareille ou patience sont des noms vernaculaires pour désigner plusieurs plantes du genre Rumex, ce qui laisse supposer qu'il s'agissait d'une enseigne d'un apothicaire, d'une droguerie, ou d'une auberge.

## Histoire
La rue est attestée au XVIIe siècle. Elle a aussi porté le nom de rue Neyron au XVIIIe siècle, ainsi que ruette Neuve et rue Ravier,(qu'il ne faut pas confondre avec l'actuelle rue Ravier située dans le 7e arrondissement de Lyon).